# Ligne de Langon à Gabarret
La Ligne de Langon à Gabarret est une ligne ferroviaire française, longue de 79,0 kilomètres, établie dans les départements de la Gironde et des Landes. Elle a été mise en service par la Compagnie des chemins de fer du Midi et du Canal latéral à la Garonne en 1866 et 1923 et a été fermée en 1938 et 1988. Elle reliait les gares de Langon en embranchement sur l'artère de Bordeaux-Saint-Jean à Sète-Ville et de Gabarret sur la ligne de Nérac à Mont-de-Marsan, en passant par Bazas et Bourriot-Bergonce.
Elle constitue la ligne 641 000 du réseau ferré national.
Actuellement, presque toute la ligne a été déposée.

## Historique
La section entre Langon et Bazas a été concédée à titre éventuel à la Compagnie des chemins de fer du Midi et du Canal latéral à la Garonne par une convention signée entre le ministre des Travaux publics et la compagnie le 1er mai 1863. Cette convention est approuvée par décret impérial le 11 juin 1863.
En 1866, la liaison entre l'artère principale Bordeaux/Toulouse et Bazas, alors sous-préfecture de Gironde est achevée.
La section de Bazas à Eauze passant par ou près Captieux, Lapeyrade et Gabarret, partie d'une ligne de Bazas à Auch, est déclarée d'utilité publique par une loi le 20 juin 1882. Elle est concédée à titre définitif à la Compagnie des chemins de fer du Midi et du Canal latéral à la Garonne par une convention signée entre le ministre des Travaux publics et la compagnie le 9 juin 1883. Cette convention est approuvée par une loi le 20 novembre suivant. La Compagnie du Midi qui en a la concession entreprend des travaux de prolongement de la ligne qui permettront d'ouvrir la section Bazas - Bourriot-Bergonce en 1904.
La Première Guerre mondiale interrompt les chantiers et il faudra attendre 1923 pour que le tronçon suivant, jusqu'à Gabarret soit mis en service. La plateforme de la section entre Gabarret et Eauze a été construite mais les voies n'ont jamais été posées et la gare de Castelnau-d'Auzan jamais construite. Cette section inachevée est finalement déclassée, en même temps que celle de Bourriot-Bergonce à Gabarret, par une loi le 30 novembre 1941. Passant par Castelnau-d'Auzan, elle reste visible et praticable.

### Mise en service
- De Langon à Bazas, le 14 avril 1866
- De Bazas à Bourriot-Bergonce, le 29 février 1904
- De Bourriot-Bergonce à Gabarret, le 8 avril 1923

### Dates de déclassement
- De Bourriot-Bergonce à Gabarret (PK 96,900 à 120,196) : 30 novembre 1941.
- De Roaillan à Bourriot-Bergonce (PK 46,675 à 96,587) : 18 septembre 1992[6].

### État actuel
Une voie verte est aménagée de Langon à Captieux par Bazas. De Captieux à Gabarret, l'ancienne ligne est un chemin au sol sablonneux impraticable à vélo.

## Galerie de photographies

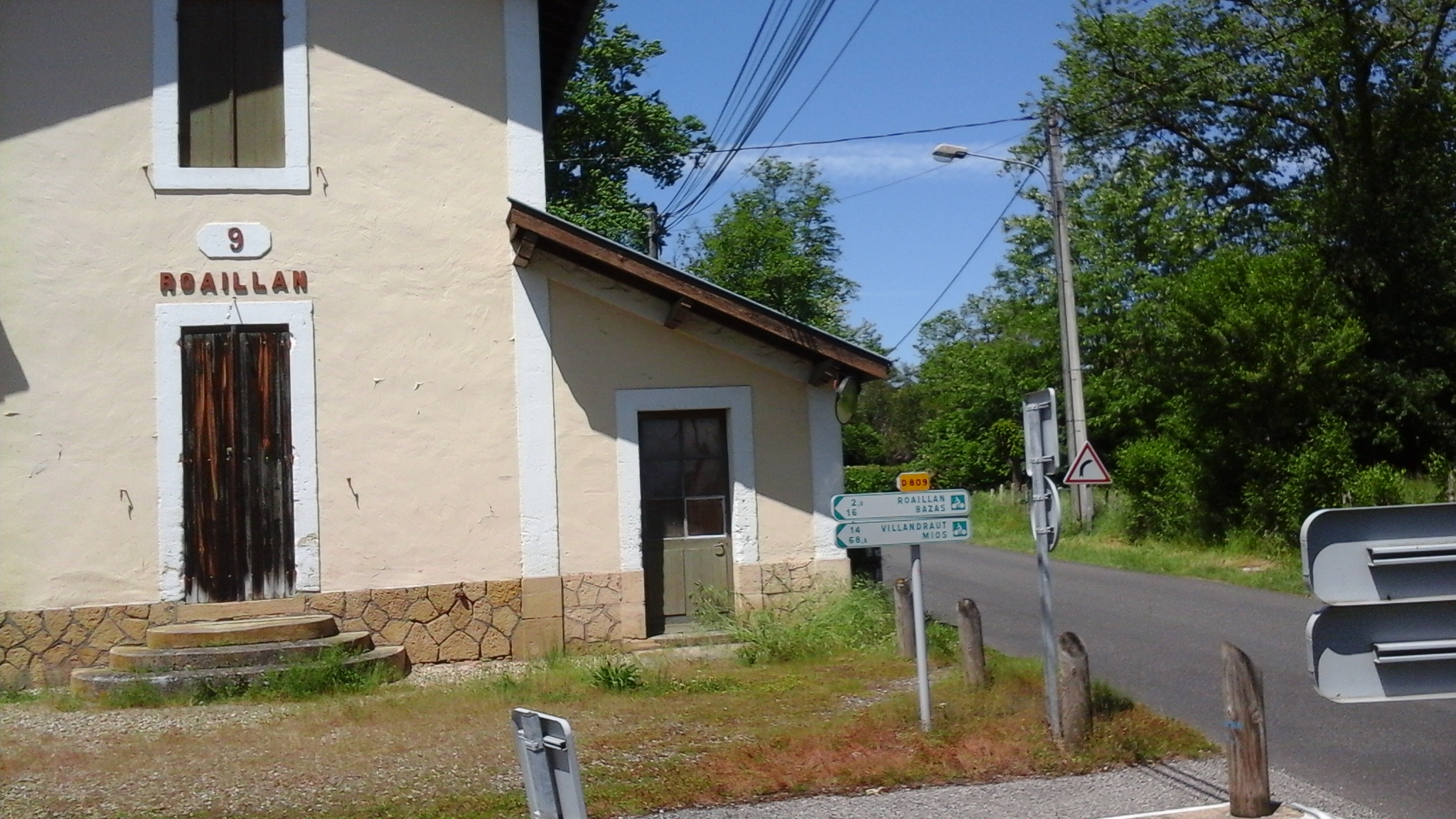
Ancienne gare de Roaillan (33).
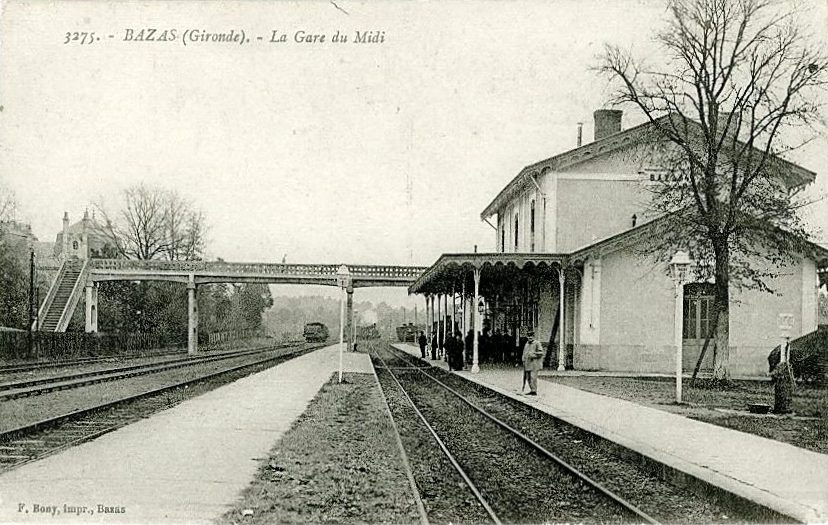
Ancienne gare de Bazas (33).
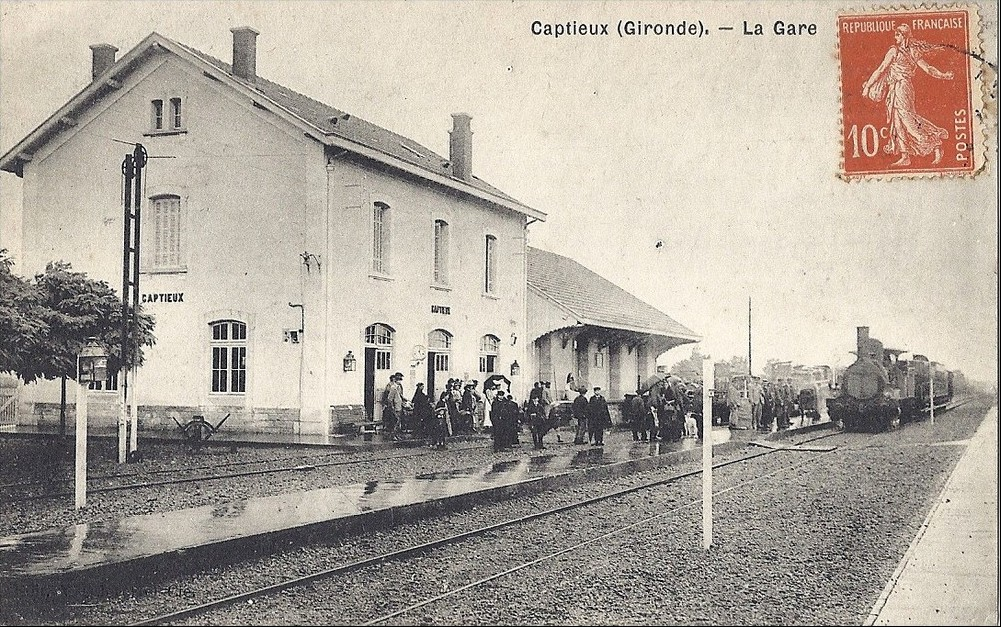
Ancienne gare de Captieux (33).
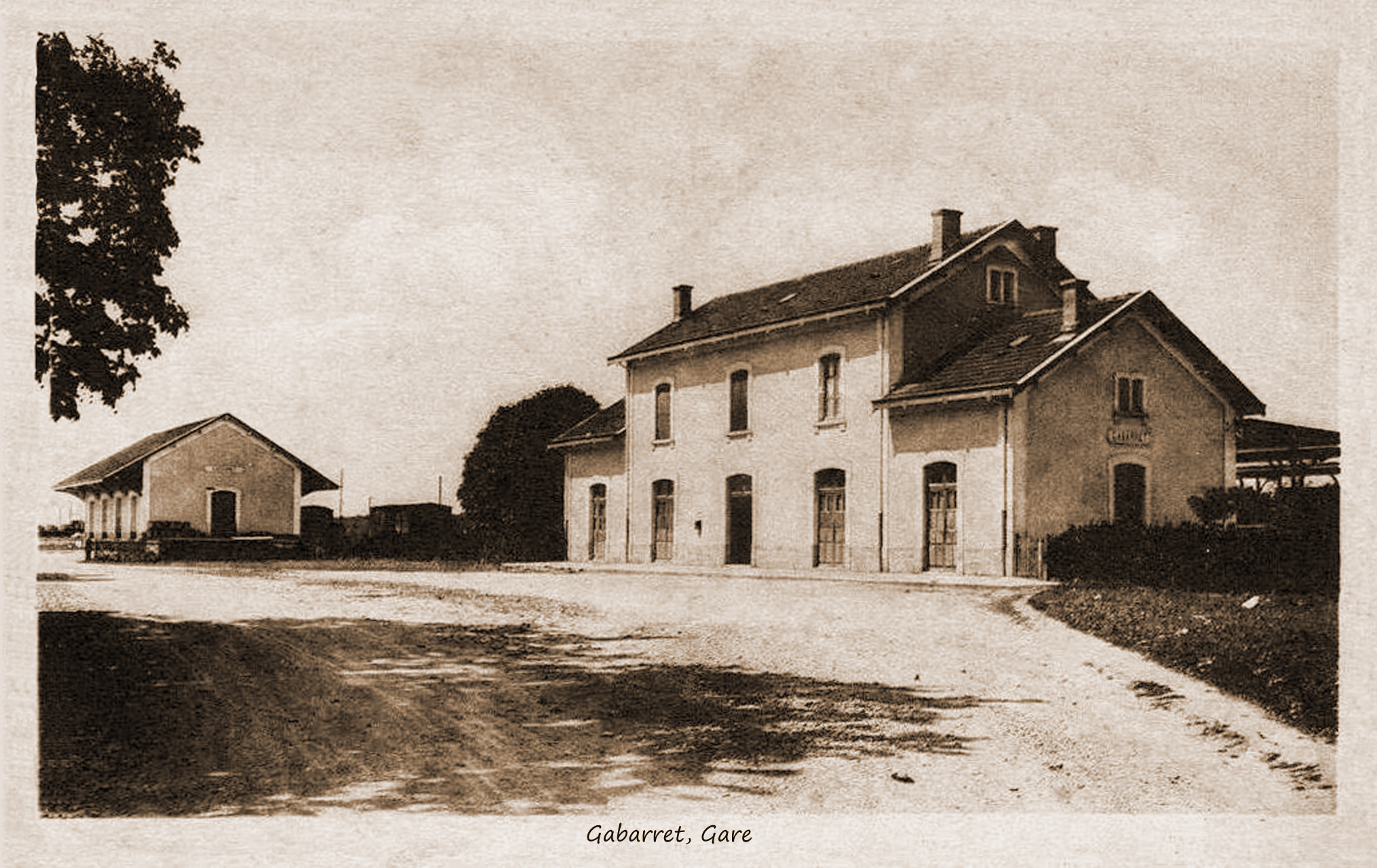
Ancienne gare de Gabarret (40).